# Brown Passage

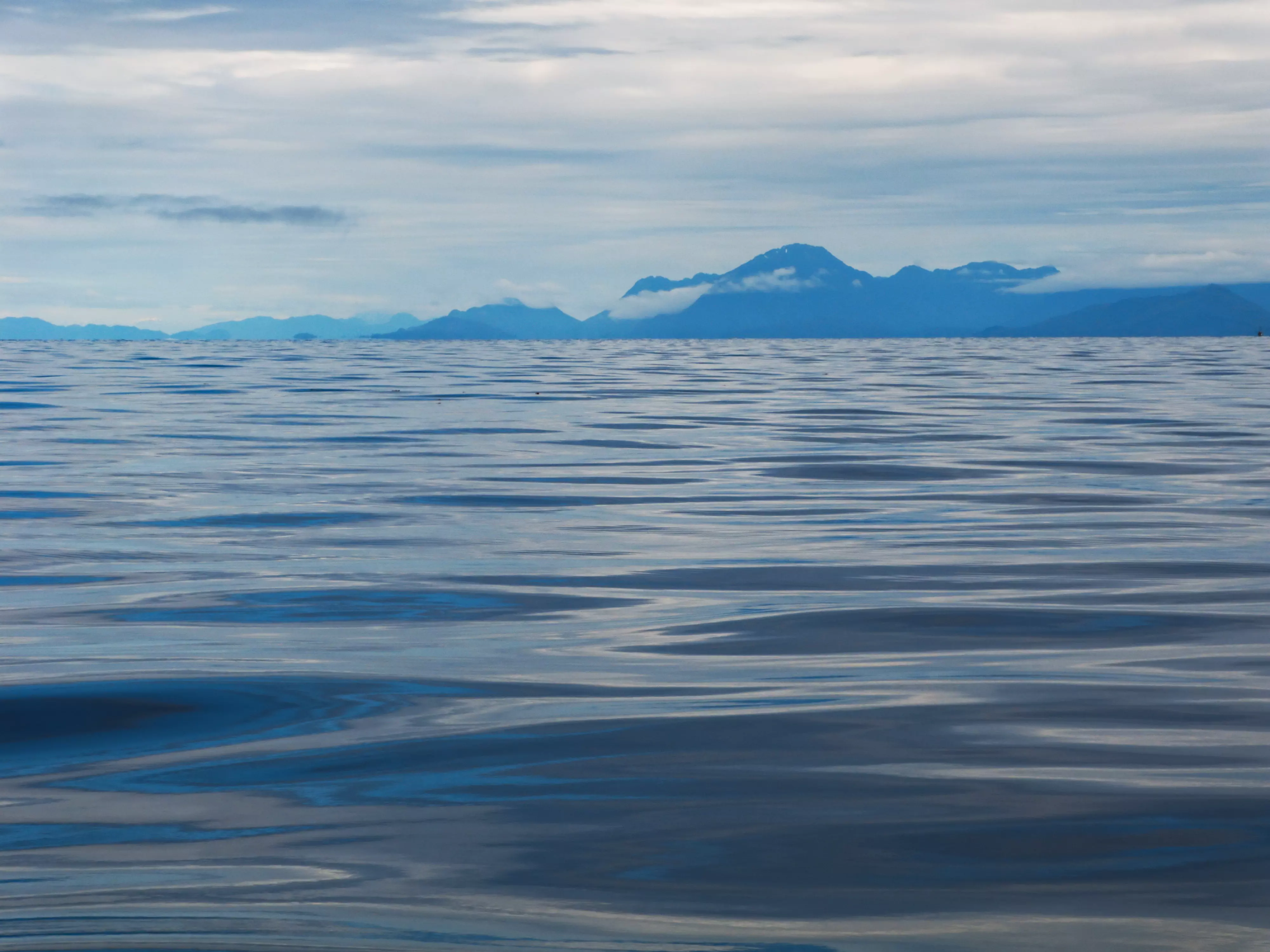
Noordwaarts kijkende over de Brown Passage

De Brown Passage is een zeestraat in het westen van Brits-Columbia in Canada.

## Geografie
De zeestraat heeft een lengte van maar ongeveer vijf kilometer, een breedte van ruim 15 kilometer en een diepte van tot 200 meter. Het kanaal ligt tussen Melville Island van de Dundas Islands in het noorden en Stephens Island in het zuiden. Het verbindt de Chatham Sound in het oosten met de Dixon Entrance en de daarop aansluitende zuidelijker gelegen Hecate Strait. Samen met de Dundas Passage is de zeestraat de grootste en diepste die Chatham Sound verbindt met de oceaan. Ten westen van de zeestraat staat de Triple Island Lighthouse.
Het waterlichaam ligt in de mariene ecoregio Noord-Amerikaans Pacifisch Fjordland.

## Geschiedenis
De Brown Passage werd in juli 1793 vernoemd door kapitein George Vancouver, naar kapitein William Brown, van de Butterworth, welk schip Vancouver op 21 juli 1793 ontmoette aan het noordelijke uiteinde van Stephens Island.